# سيرغي سكريبال
سيرغي فيكتوروفيتش سكريبال (بالروسية: [Серге́й Ви́кторович Скрипаль, IPA: [sʲɪrˈɡʲej ˈvʲiktərəvʲɪtɕ skrʲɪˈpalʲ), (ولد في 23 يونيو 1951) هو ضابط رسمي سابق في المخابرات الروسية كعميل مزدوج لدى جهاز الاستخبارات البريطاني الاس آي اس خلال فترة التسعينات وأوائل الألفية الثانية.

## حياته
بعد تخرجه في المدرسة، جند سكريبال في الجيش السوفيتي حيث كان يؤدي الخدمة العسكرية الإلزامية في قوات الإنزال الجوي. ثم انتقل إلى القوات الخاصة التابعة لمديرية المخابرات الرئيسية. وتخرج سكريبال في الأكاديمية الدبلوماسية العسكرية ليصبح مطلع تسعينيات القرن الماضي أحد الوكلاء الروس في مالطا.
وفي عام 1994 قررت المخابرات الروسية نقل سكريبال إلى العاصمة الإسبانية مدريد، ليؤدي هناك عمله تحت غطاء منصب في السفارة الروسية. وأوضح الكاتب والعقيد المتقاعد في هيئة الأمن الفدرالية الروسية نيقولاي لوزان في أحد كتبه أن عملية تجنيد سكريبال من قبل المخابرات الأجنبية جرت على مرحلتين، حيث تعرف الضابط الروسي في البداية برجل أعمال وطيار عسكري سابق يدعى لويس. وعرض لويس على سكريبال في عام 1995 التعاون فيما يتعلق بالبحث عن زبائن مفترضين في موسكو، ثم عرّفه ببريطاني من أصول إسبانية يدعى أنتونيو ألفاريس هيدالغو، العميل في المخابرات البريطانية «مي-6» بابلو ميلر.
وفي بداية المطاف كان ميلر يدعي أيضا أنه رجل أعمال وعرض التعاون على سكريبال، لكنه «سرعان ما كشف عن أوراقه» واقترح على الضابط الروسي الكشف عن أسماء زملائه في المخابرات الروسية مقابل مبالغ طائلة من الأموال، ووافق سكريبال على ذلك.
ألحق الخوف المستمر من إمكانية الكشف عن خيانته تأثيرا سلبيا بحالة سكريبال النفسية، ولذلك قررت المخابرات الروسية في عام 1996 استدعاءه من مدريد إلى موسكو، وفي عام 1999 أقيل بسبب عجزه عن تأدية مسؤولياته، وبعد ذلك قطعت المخابرات البريطانية جميع الاتصالات معه.
وكان سكريبال خلال عدة سنوات يعمل في الخارجية الروسية وفي الأكاديمية الدبلوماسية العسكرية، ثم حاول تأسيس شركة في مجال تجارة الخمر لكنه فشل. وبعد تولي فلاديمير بوتين مقاليد الحكم، عرض بابلو ميلر على سكريبال استئناف التعاون، حيث كان الأخير يستغل علاقاته الشخصية مع زملائه السابقين للحصول على معلومات سرية.
وألقت السلطات الروسية القبض على سكريبال في عام 2004، بعد الكشف عن اتصالاته، عبر عملاء المخابرات البريطانية، مع سفارة لندن في موسكو، وذلك باستخدام جهاز إلكتروني متطور. ولم ينف سكريبال أثناء التحقيقات المغلقة معه ذنبه، حيث تبين أنه كان يلتقي من حين إلى آخر مع عملاء المخابرات البريطانية في إزمير التركية، وسلّم إليهم أسماء 300 استخباراتي روسي في الخارج على الأقل.
أصدر القضاء الروسي في عام 2006 حكمه بالسجن لمدة 13 عاما على سكريبال بتهمة خيانة الدولة، لكنه في يوليو 2010 تم تسليمه إلى بريطانيا في إطار صفقة تبادل الجواسيس المعتقلين.
واقتنى سكريبال بعد الإفراج عنه منزلا في مدينة سوسبيري، حيث يعيش بابلو ميلر أيضا، وكان يلقي محاضرات حول أساليب عمل المخابرات الروسية في الأكاديمية العسكرية الملكية.
وفي عام 2011 وصلت إلى بريطانيا أفراد من عائلة سكريبال، هم زوجته ونجله وابنته. توفيت زوجته في عام 2014 وكانت ابنته تقيم في لندن. وفي عام 2017 توفي أيضا نجله بسبب الفشل الكبدي، في مدينة سان بطرسبورغ الروسية.
وتقاعد سكريبال في عام 2016، ومنحته سلطات المملكة وسام الإمبراطورية البريطانية.

## تسمم
وفي 4 مارس/آذار 2018، وُجد سكريبال وابنته يوليا (33 عاما) مغمى عليهما في الشارع حيث عثر عليهما شرطي نتيجة تسميمهما بمادة مجهولة وتم نقلهما والشرطي إلى مستشفى في سولسبري، في حالة حرجة.
حيث صرحت الحكومة البريطانية إنهما سُمما بغاز للأعصاب تم تطويره في روسيا ويحمل اسم نوفيتشوك. ونفت موسكو ذلك قطعيا.

## روابط خارجية
- (سكاي نيوز): إصابة جاسوس روسي مزدوج بـ«مادة مجهولة» في بريطانيا
- (بي بي سي): من هو الجاسوس البريطاني الذي جرت مبادلته بالجاسوسة الروسية «الأكثر سحرا»؟
- (سكاي نيوز): من هو العميل الروسي «المزدوج» سيرغي سكريبال؟